# Neotonchus vitius
Neotonchus vitius är en rundmaskart som beskrevs av Suzanne I. Warwick 1971. Neotonchus vitius ingår i släktet Neotonchus och familjen Cyatholaimidae. Inga underarter finns listade i Catalogue of Life.